# Reethapuram
Reethapuram é uma panchayat (vila) no distrito de Kanniyakumari, no estado indiano de Tamil Nadu.

## Demografia
Segundo o censo de 2001,  Reethapuram  tinha uma população de 11,625 habitantes. Os indivíduos do sexo masculino constituem 48% da população e os do sexo feminino 52%. Reethapuram tem uma taxa de literacia de 80%, superior à média nacional de 59.5%: a literacia no sexo masculino é de 82% e no sexo feminino é de 78%. Em Reethapuram, 11% da população está abaixo dos 6 anos de idade.